# Estadio Pakansari
El Estadio Pakansari es un estadio de usos múltiples en la ciudad de Bogor, en el país asiático de Indonesia. Es utilizado sobre todo para los partidos de fútbol y es el nuevo estadio del club Persikabo Bogor de la Liga de Indonesia, en sustitución del estadio Pajajaran. El estadio posee una capacidad para 30 000 espectadores y también se usara para el rugby.